# Fliesenhexe

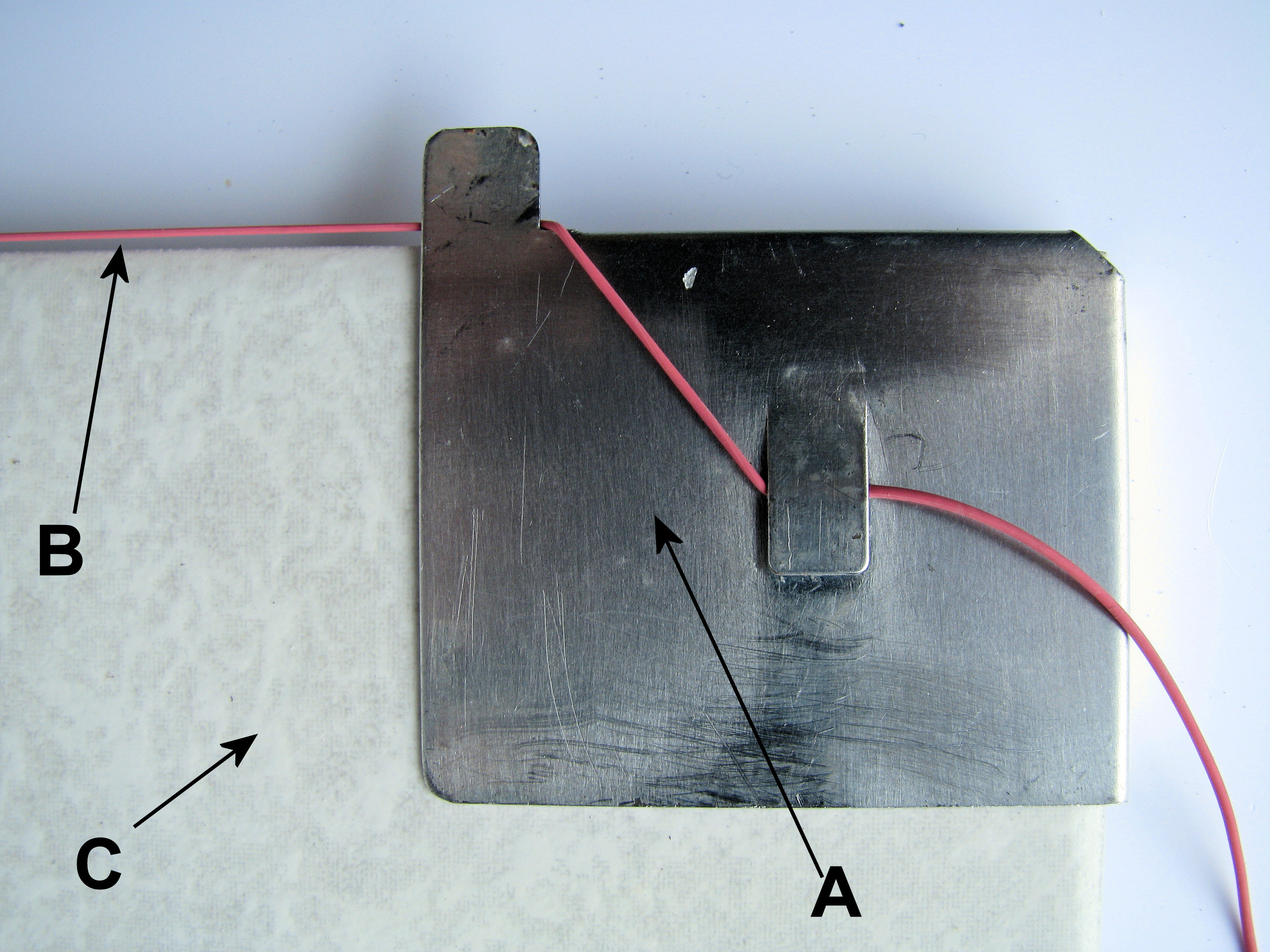
Fliesenhexe; Halteblech (A), Gummischnur (B), Fliese (C)

Als Fliesenhexen (auch Fliesenecken oder Fliesenlegerecken) bezeichnet man ein Werkzeug, welches aus zwei kleinen Halteblechen und einer Gummischnur besteht. Sie dient als Richtschnur zur Einhaltung der Fugenflucht der zu verlegenden Wand- oder Bodenfliesen.
Die Haltebleche sind etwa 5 cm × 5 cm groß, bestehen in der Regel aus rostfreiem Stahl und sind mit einer Gummischnur verbunden. Die beiden Haltebleche werden jeweils auf der ersten und der letzten schon an der Wand oder am Boden verklebten Fliese eingehängt. Entlang der dazwischen gespannten Gummischnur werden die Fliesen ausgerichtet. Die Fliesenhexe eignet sich daher für die Fliesenverlegung im Dünn-, Mittel- oder Dickbett.